# تقریب خطی

خط تانژانت در

تقریب خطی (به انگلیسی: Linear approximation) در ریاضیات به معنی تقریب یک تابع عمومی به کمک یک تابع خطی است.